# Lill-Hällsjön, Jämtland
Lill-Hällsjön är en sjö i Bräcke kommun i Jämtland och ingår i Ljungans huvudavrinningsområde. Sjön har en area på 0,155 kvadratkilometer och ligger 302,1 meter över havet.

## Delavrinningsområde
Lill-Hällsjön ingår i det delavrinningsområde (696331-152832) som SMHI kallar för Mynnar i Ljungån. Medelhöjden är 300 meter över havet och ytan är 7,77 kvadratkilometer. Räknas de 7 avrinningsområdena uppströms in blir den ackumulerade arean 59,5 kvadratkilometer. Stensjöbäcken som avvattnar avrinningsområdet har biflödesordning 4, vilket innebär att vattnet flödar genom totalt 4 vattendrag innan det når havet efter 117 kilometer. Avrinningsområdet består mestadels av skog (94 procent). Avrinningsområdet har 0,14 kvadratkilometer vattenytor vilket ger det en sjöprocent på 1,7 procent.